# 陈翔 (1970年)
陈翔 (1970年10月—)，中共党员，中南大学副校长、教授，主要从事皮肤恶性肿瘤、银屑病等皮肤疾病方面的研究工作。入选中华人民共和国教育部2009年度"长江学者"特聘教授、“万人计划”。